# Sotefjorden
Sotefjorden (eller kortformen Soten) är kustvattenområdet utanför Sotenäset mellan (ungefärligen) väster om Hållö och nordvart till Väderöfjorden och Fjällbacka skärgård. Havsområdet ingår i Norra Bohusläns kustvatten. I Sotefjorden ligger ögruppen Soteskären.
Soten är ökänd[källa behövs] hos de sjöfaranden som passerar området (se exempelvis Balladen om briggen "Blue Bird" av Hull).
En inre skyddad led skapades då Sotekanalen öppnades.